# Alte Schule und Gemeindehaus
Die Alte Schule und Gemeindehaus liegt mitten auf dem Anger des Stadtteils Naundorf der sächsischen Stadt Radebeul, unter der Adresse Altnaundorf 40. Sie war nicht nur das erste Schulgebäude des Dorfes, sondern das heutige Wohnhaus ist das älteste noch existierende Schulhaus der Lößnitzortschaften. Errichtet im Jahr 1783 überstand der Bau den verheerenden Dorfbrand von 1822, sodass es heute auch das älteste Haus des Dorfkerns von Naundorf darstellt. Als Bauwerk älter sind lediglich die Kellergewölbe der abgebrannten Bauerngüter am Anger sowie die Toranlage des Dreiseithofs Altnaundorf 29, die mit 1597 datiert ist.

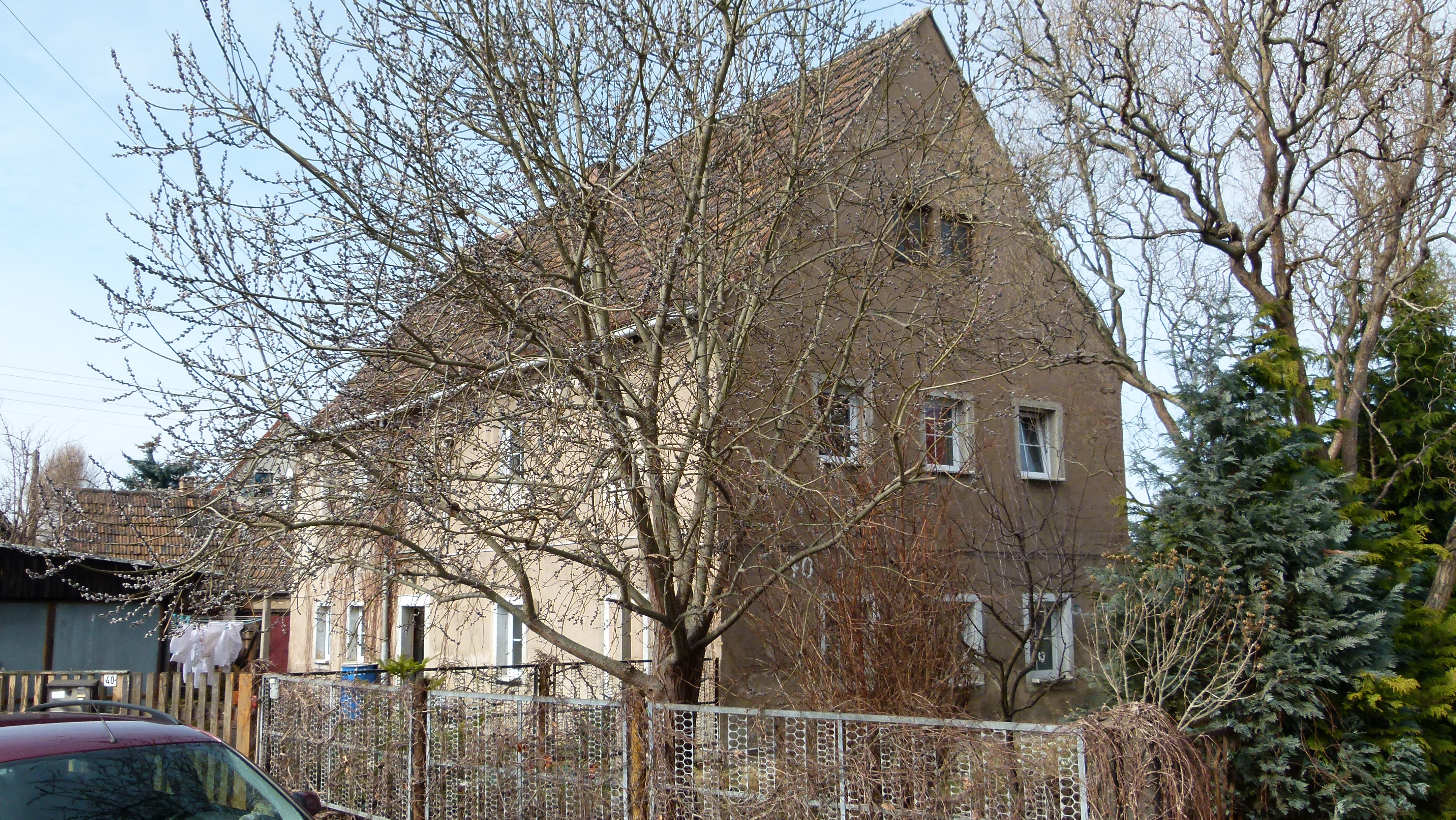
Alte Schule und Gemeindehaus Naundorf

## Beschreibung

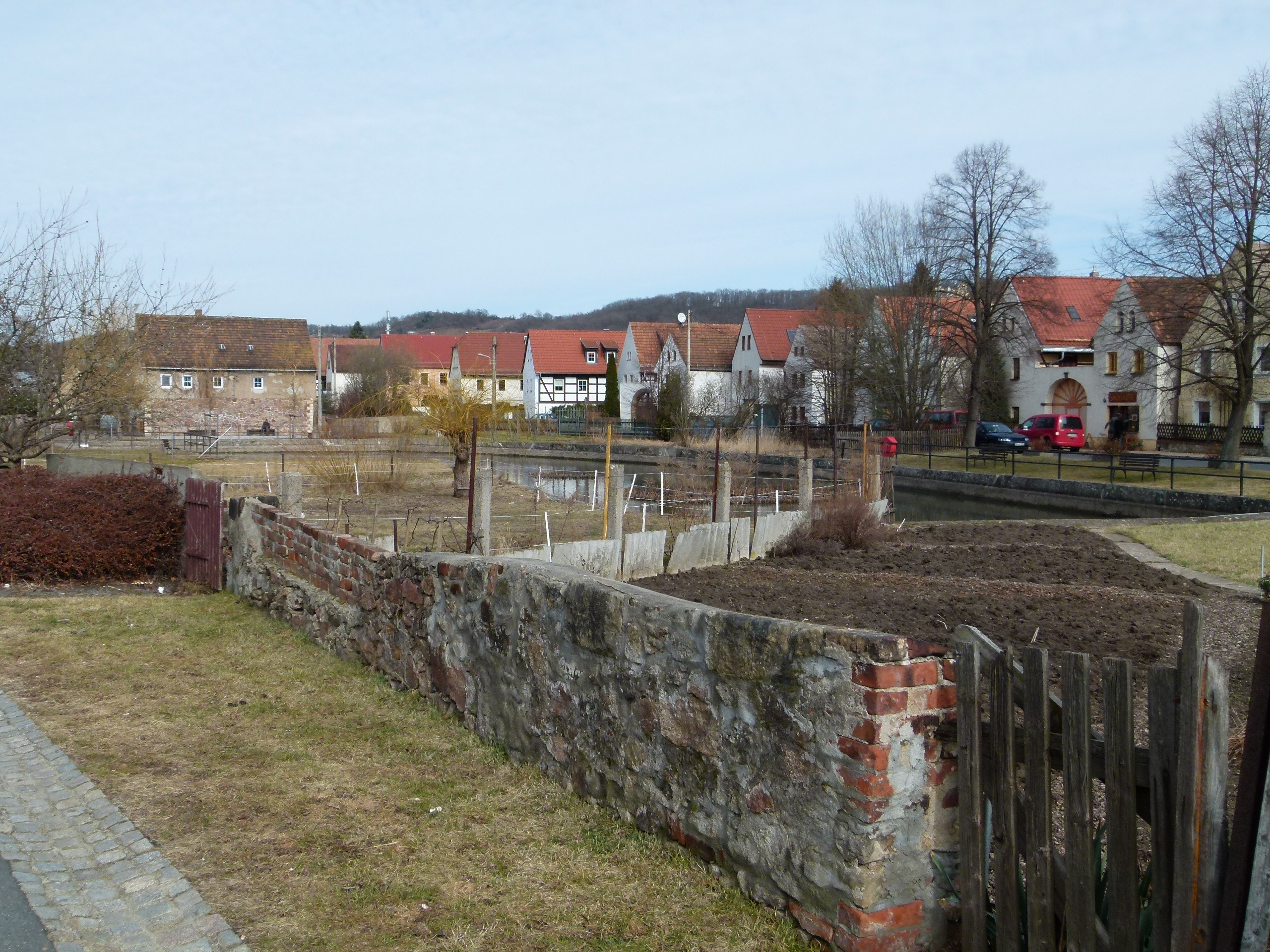
Alte Schule und Dorfteich auf dem Anger, an der Straße die giebelständigen Höfe

Das unter Denkmalschutz stehende Wohngebäude steht mitten auf dem Anger, nördlich des Dorfteichs. Es ist ein schlichter, zweigeschossiger Putzbau mit fünf Fensterachsen zum Teich und drei Fensterachsen zu den auf beiden Seiten vorbeilaufenden Straßen. Das Satteldach ist mit Biberschwänzen gedeckt. Das Obergeschoss besteht vermutlich aus Fachwerk.

## Geschichte
Da Naundorf ebenso wie Zitzschewig zur Parochie der Kirche zu Kötzschenbroda gehörte, gingen die Schulkinder der beiden Dörfer auf die Kirchschule im nahegelegenen Kötzschenbroda. In Naundorf versuchte man sich recht früh, in Schulangelegenheiten von der Kirche zu lösen. Gleich nach dem Dreißigjährigen Krieg unterrichtete der erste namentlich bekannte Lehrer, Martin Kirchbach, von 1649 bis 1657 in Naundorf und Zitzschewig Kinder nach dem System der Reiheschule, das heißt jeden Tag in der Stube eines anderen Bauern, von dem er auch jeweils verköstigt wurde. Auch die fast ununterbrochene, namentlich bekannte Reihe seiner Nachfolger arbeitete für beide Nachbardörfer. Der aus einer weitverzweigten Lehrerfamilie stammende Schulmeister Jakob Grahl unterrichtete zwischen 1661 und 1706. In seinem Haus an der Verbindungsstraße zwischen Zitzschewig und Naundorf (Coswiger Straße 8) fand ab 1668 zeitweilig Unterricht statt.
Im Jahr 1783 errichtete die Gemeinde Naundorf als erste auf dem Gebiet der Lößnitzortschaften ein gemeindeeigenes, jedoch nur über einen Klassenraum verfügendes Schulhaus, das auch als kommunales Gemeindehaus genutzt wurde. Der Dorflehrer war zu jener Zeit Johann Gottlieb Kerndt. Zitzschewig dagegen errichtete sich erst 1842 ein eigenes Schulhaus, im Anschluss an die Vorschriften des sächsischen Elementar-Volksschulgesetzes von 1835.
Wegen der stark gestiegenen Schülerzahlen ließ sich Naundorf 1877/78 durch den Baumeister Moritz Große eine neue Volksschule am Schützenweg (heute Bertheltstraße 16) erbauen, die jedoch auch bald zu klein wurde und 1904/05 durch das neue Schulgebäude (Bertheltstraße 10, Architekten Gebrüder Kießling) ersetzt wurde. Die ehemalige Dorfschule diente dann bis 1923 als Gemeindeamt.
Die alte Schule am Anger, in der zuletzt der Lehrer Böhme unterrichtet hatte, war 1879 verkauft und erhielt einen Anbau. Die Bauakte verzeichnet für 1922 einen Abputz des „Armen- und Arresthauses“.